# Česká Bělá
Česká Bělá là một chợ huyện thuộc huyện Havlíčkův Brod, vùng Vysočina, Cộng hòa Séc.